# Не бей копытом
«Не бей копытом» (англ. Home on the Range — дословно «Дом на ранчо») — 45-й музыкальный полнометражный мультипликационный фильм студии Walt Disney Feature Animation, выпущенный Walt Disney Pictures 2 апреля 2004 года. Мультфильм назван в честь популярной песни в стиле кантри «Home on the Range». Некоторое время фильм считался последним мультфильмом студии Диснея, исполненным в традиционном стиле, пока в 2009 году не вышел фильм «Принцесса и лягушка».
Мультфильм озвучивали такие звёзды, как Розанна Барр, Джуди Денч, Дженнифер Тилли, Стив Бушеми, Д. У. Бэйли, Кьюба Гудинг (младший) и Рэнди Куэйд.

## Сюжет
Мэгги — элитная молочная корова, неоднократно получавшая награды, единственная не была украдена Аламедой Щипом — известным похитителем скота, когда тот увёл всё её стадо. Её хозяин разорился и продал её на маленькую ферму «Райский Уголок», принадлежащую женщине по имени Перл. Там напористая и самодовольная Мэгги знакомится с двумя местными коровами: жизнерадостной и миролюбивой Грейс и чопорной и прилежной Мисс Кэлоуэй, а также с другими обитателями «Райского Уголка». Все приходят в восторг от Мэгги, кроме Мисс Кэлоуэй, которая относится к ней с недоверием.
В тот же день местный шериф приносит Перл дурные вести — из-за Аламеды многие фермеры обанкротились, и банк требует от Перл немедленно заплатить по закладной, иначе «Райский Уголок» будет продан через аукцион. Мэгги, Грейс и Мисс Кэлоуэй решают отправиться в город и просить шерифа об отсрочке, чтобы спасти ферму, получив приз в $60 на ярмарке, которая состоится через две недели. В городе они натыкаются на Брыка — коня шерифа, который объясняет им, что $60 не хватит для погашения долга — банк требует $750. Тогда Мэгги предлагает блестящую идею: схватить Аламеду Щипа, за голову которого назначена награда как раз в $750, и эту награду отдать на спасение фермы. Мисс Кэлоуэй выступает против этой затеи, между коровами вспыхивает драка, и шериф, увидев это, привязывает троих коров к повозке, направляющейся в стадо, на которое собирается напасть Щип. По следу Аламеды Щипа также отправляется Рико — известный охотник за головами и кумир Брыка. Он просит шерифа одолжить ему Брыка, и тот находится вне себя от счастья.
Добравшись до стада, Мисс Кэлоуэй, Мэгги и Грейс тут же сталкиваются со Щипом, который гипнотизирует коров при помощи йодля и уводит их в своё тайное логово. Как выясняется, на Грейс его йодли не действуют, поскольку у неё нет совсем никакого музыкального слуха, и ей удаётся спасти Мисс Кэлоуэй и Мэгги. Подоспевший в это время Рико беседует с пастухами, а Брык хвастается перед коровами. Рико решает, что он сошёл с ума, и садится на другого коня. Брык, расстроенный этим, винит во всём тройку коров и собирается в одиночку найти Аламеду и схватить его. Коровы отправляются по следу стада, но начинается проливной дождь, и они не могут идти. Спасаясь от дождя под скалой, они чувствуют себя подавленно, и между ними вспыхивает ссора.
Наутро Грейс и Кэлоуэй собираются вернуться домой, а Мэгги хочет отправиться на юг, но тут они встречают кролика с деревянной лапой по имени Везунчик Джэк. Джэк рассказывает им, что знает, где находится логово Щипа, и они решают забыть разногласия и продолжить миссию по спасению фермы. Добравшись до указанного места, коровы находят Щипа, и благодаря Грейс им удаётся обезоружить и связать его. Тем временем Брык находит Рико, убеждает его нового коня спасаться бегством и, чтобы занять его место, уводит связанного Щипа у коров и привозит его Рико. К неожиданности коня Рико освобождает Щипа, и оказывается, что Рико работал на него всё это время.
Щип продаёт коров мистеру Весли, занимающемуся перепродажей скота на чёрном рынке, и удаляется, чтобы под видом мистера Й’Одля купить «Райский Уголок», который собираются выставить на торги. Рико погружает коров в поезд Весли и хочет уехать верхом на Брыке, но тот, разочаровавшись в своём кумире и не желая становиться преступником, нападает на него. Вместе с Мэгги, Грейс и Мисс Кэлоуэй ему удаётся обезоружить и связать Рико, Весли и подручных Аламеды. Затем коровы, чтобы догнать самого Аламеду, решают воспользоваться поездом Весли. Подъезжая к «Райскому Уголку», поезд сходит с рельсов и врывается на торги как раз в тот момент, когда Й’Одль подписывает акт куплепродажи земли. Коровам удаётся вторично схватить Аламеду Щипа и разоблачить его, а Перл на деньги от его поимки выкупает свою ферму обратно.
Спустя две недели Перл вместе с животными возвращаются на ферму с ярмарки, получив множество призов, и жизнь входит в свою колею.

## Реакция критиков
По данным ресурса Rotten Tomatoes, 54 % кинокритиков выдали положительные заключения о фильме (основано на 112 отзывах).
Бюджет фильма был около $110 миллионов, кассовые сборы в США составили $50 026 353, по всему миру фильм собрал $104 миллиона.

## Саундтрек
Home on the Range: An Original Walt Disney Records Soundtrack — саундтрек к мультфильму. В него вошла музыка, которую написали Алан Менкен и Гленн Слейтер, и вокальные композиции в исполнении К. Д. Ланг, Рэнди Куэйд, Бонни Рэйтт, Тима Макгро, а также коллектива The Beu Sisters. Альбом был выпущен 30 марта 2004 под лейблом Walt Disney Records. В русском варианте большинство песен звучат в исполнении Лолиты.
| Название | Название                                                 | Исполнитель          |
| -------- | -------------------------------------------------------- | -------------------- |
| 1        | (You Ain't) Home On The Range                            | Chorus               |
| 2        | Little Patch of Heaven                                   | К.Д. Ланг            |
| 3        | Yodel-Adle-Eedle-Idle-Oo                                 | Рэнди Куэйд и Chorus |
| 4        | Will The Sun Ever Shine Again                            | Бонни Рэйтт          |
| 5        | (You Ain't) Home On The Range - Echo Mine Reprise        | Chorus               |
| 6        | Wherever The Trail May Lead                              | Тим Макгро           |
| 7        | Anytime You Need A Friend                                |                      |
| 8        | Cows In Town/Saloon Song (Score)                         |                      |
| 9        | On The Farm (Score)                                      |                      |
| 10       | Bad News (Score)                                         |                      |
| 11       | Storm And The Aftermath (Score)                          |                      |
| 12       | Cows To The Rescue (Score)                               |                      |
| 13       | Buck (Score)                                             |                      |
| 14       | My Farm Is Saved/Little Patch of Heaven(Reprise) (Score) |                      |
| 15       | Anytime You Need a Friend                                | The Beu Sisters      |